# Lake Leake Highway
Der Lake Leake Highway ist eine Fernstraße im Osten des australischen Bundesstaates Tasmanien. Der Highway verbindet den Midland Highway (N1) und Campbell Town mit dem Tasman Highway (A3) an der Ostküste der Insel.

## Verlauf
Die Straße zweigt in Campbell Town vom Midland Highway ab und verläuft in ostsüdöstlicher Richtung durch unbewohntes Buschland. Etwa in der Mitte der Strecke passiert sie das Südufer des Lake Leake und den gleichnamigen Ort, entlang der Hügelkette des Hobgoblin und des Rawlinna Hill. Dann setzt sie ihren Weg in den Tälern des Brushy River und des Cygnet River bis zur Einmündung in den Tasman Highway fort.